# Sydney Smith
Sydney Smith (3 de junho de 1771 - 22 de fevereiro de 1845), foi um escritor e clérigo inglês.